# Monaster Novo Hopovo

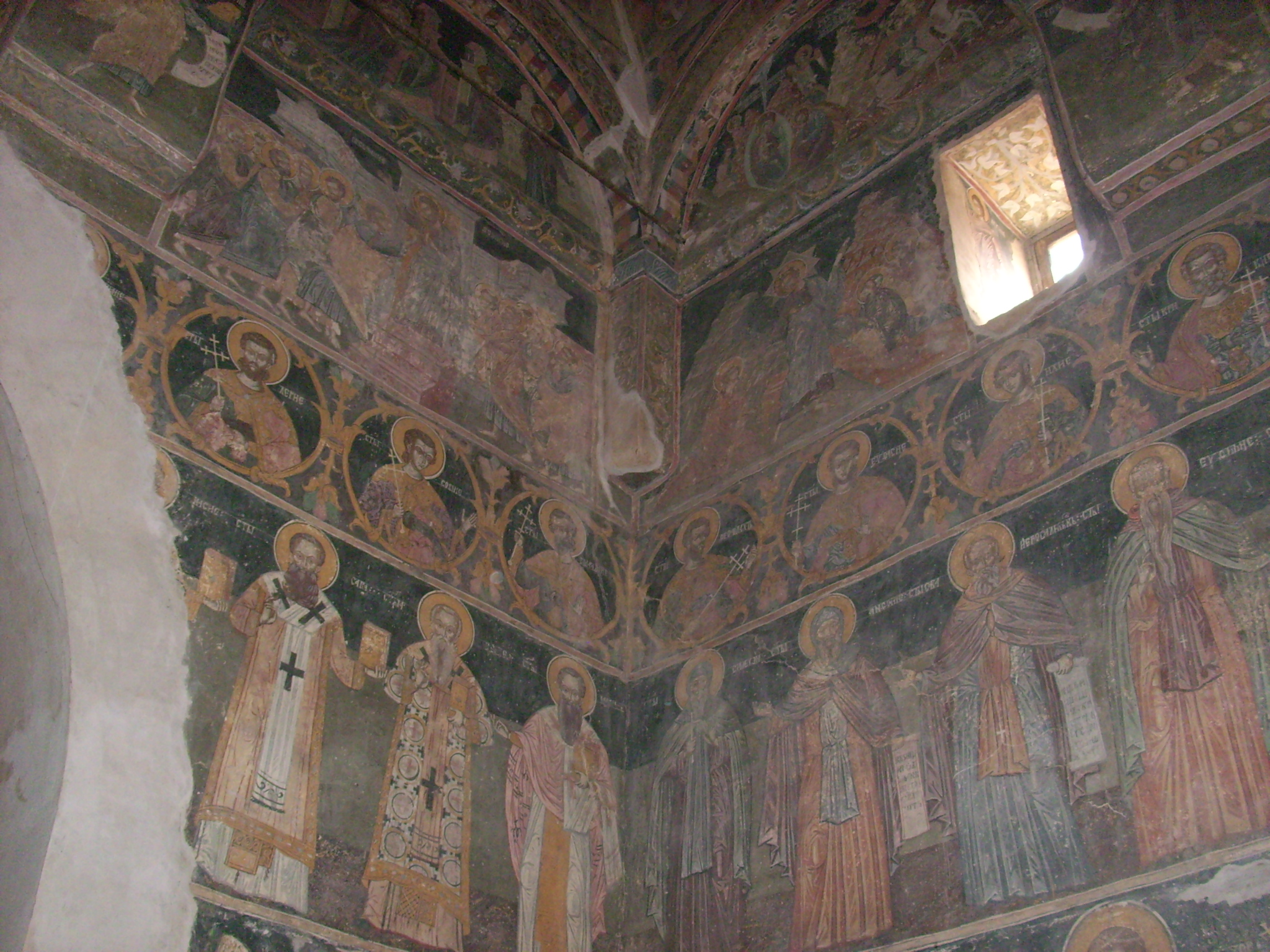
Freski w monasterze

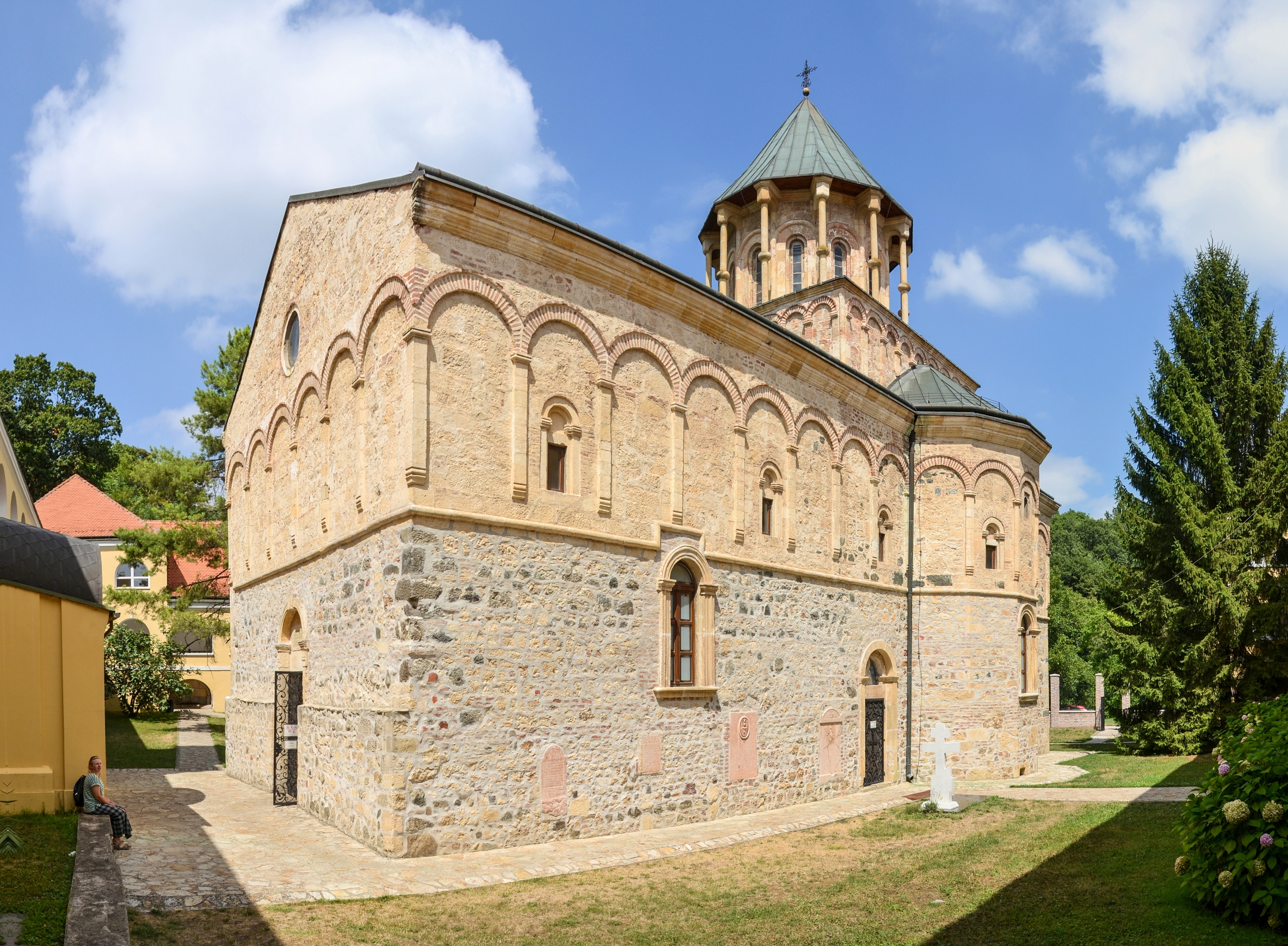
Cerkiew klasztorna

Monaster Novo Hopovo – prawosławny żeński (pierwotnie męski) klasztor na Fruškiej gorze, w eparchii sremskiej Serbskiego Kościoła Prawosławnego.

## Historia

### Monaster męski
Monaster został założony w II poł. XV w. lub na początku XVI stulecia jako męski monaster Hopovo. Nie jest jasne, kto był jego fundatorem. Mógł być nim Stefan Branković (zm. 1476). Inna wersja, oparta na żywocie św. Angeliny, wskazuje jako fundatora Jerzego Brankovicia, a jako okres powstania monasteru lata 1496–1502. Drugi pogląd przeważa w literaturze. Z zapisu Hopovskiej Minei wynika, że monaster istniał z pewnością w 1541 i posiadał już wtedy cerkiew o pomieszczeniu ołtarzowym bogato dekorowanym freskami. Kolejna wzmianka o Hopovie pochodzi z opisu przeniesienia relikwii św. Teodora Tyrona w 1555. W 1576 na terenie monasteru powstała nowa cerkiew, która zastąpiła poprzednią. Przy jej budowie pracowali Lacko i Marek Jovšić. Dwa lata później przy klasztorze z pewnością działała szkoła.
W 1608 zakończono prace nad freskami w prezbiterium i nawie cerkwi monasterskiej, ich autorzy są nieznani, przypuszczalnie byli to mnisi z Athosu. Freski w Hopovie wyraźnie przypominają bowiem całe kompozycje z klasztorów Athosu, np. scena Rzezi niewiniątek jest dokładną kopią fresku z katholikonu Wielkiej Ławry.
W połowie XVII w. powstał drugi zespół fresków – w przedsionku świątyni. Również jego autorzy pozostają nieznani (chociaż dostrzegalne są podobieństwa między freskami w Hopovie a dekoracją monasteru Piva w Czarnogórze), a poziom artystyczny malowideł ocenia się jeszcze wyżej, niż w przypadku obrazów w nawie i pomieszczeniu ołtarzowym. Badacze przypuszczają, że pierwotnie kompozycje były złocone, jednak ten element dekoracji uległ z czasem zniszczeniu lub został z rozmysłem skradziony.
Mnisi z monasteru Hopovo wielokrotnie wyjeżdżali do Rosji, by prosić carów o pomoc finansową. W 1641 otrzymali gramotę zezwalającą na przybywanie po wsparcie materialne co 7–8 lat. Z dokumentu wynika, że w klasztorze przebywało wówczas ok. 60 mnichów. Wspólnota poniosła poważne straty w wojnach z Turcją w latach 1684 i 1688, w rezultacie czego mnisi, razem z relikwiami św. Teodora Tyrona, uciekli najpierw do Šabca, a stamtąd do monasteru Radovašnica. Wspólnota liczyła wówczas ponad 100 osób. Już rok po ucieczce mnisi przystąpili do prowizorycznej odbudowy klasztoru, a w latach 1693–1695 – do jego pełnej restauracji. Monaster dysponował znacznym majątkiem ziemskim oraz czterema młynami, dzięki czemu w XVIII w. mnisi mogli przystąpić do rozbudowy kompleksu klasztornego, budując nowy refektarz, dom przeznaczony dla pielgrzymów i dodatkowe skrzydło z celami dla mnichów. Według opisu z 1771 kompleks monasterski wznosił się na planie czworoboku, tworzonego przez cztery budynki mieszkalne zajmowane przez członków wspólnoty. Również w XVIII w. wzniesiono monasterską dzwonnicę z kaplicą (zniszczoną podczas II wojny światowej), przy której najpierw pracował mistrz Vencl Novak z Petrovaradinu, a następnie Facel Nikolaus.
Ikonostas do głównej cerkwi monasterskiej powstał w latach 1754–1770. Jest to konstrukcja barokowa wykonana według projektu Paula i Antona Raznerów, z ikonami Teodora Kračun. Większość oryginalnych wizerunków znajdujących się w ikonostasie nie przetrwała II wojny światowej – z 61 ikon pozostało 19.

### Monaster żeński
Monaster został prawdopodobnie opuszczony w czasie I wojny światowej. Życie mnisze na jego terenie wznowiły w 1920 rosyjskie mniszki z monasteru Narodzenia Matki Bożej w Leśnej, przebywające na emigracji w Królestwie SHS. Wspólnotą kierowały wspólnie „pierwsza” i „druga” ihumenia Nina (Kosakowska) i Katarzyna (Jefimowska). Mniszki otworzyły przy klasztorze przytułek dla osieroconych dzieci rosyjskich emigrantów, wspólnota stała się ważnym ośrodkiem religijnym i kulturalnym Rosjan w Królestwie SHS. Do monasteru przyjmowane były również posłusznice z Serbskiego Kościoła Prawosławnego. W monasterze kontynuowany był kult św. Teodora Tyrona, którego relikwie przechowywane są w głównej cerkwi.
Klasztor został zniszczony i okradziony podczas II wojny światowej. Po jej zakończeniu, w 1949, przystąpiono do jego rekonstrukcji, w latach 1953–1960 odsłonięto ocalałe freski.
Na wschód od monasteru Novo Hopovo znajdują się ruiny monasteru Staro Hopovo, wzniesionego równocześnie z czynnym klasztorem, w późniejszych wiekach jego placówki filialnej.